# Червеноклюн токо
Червеноклюните токо (Tockus erythrorhynchus), наричани също червеноклюни птици носорог токо, са вид едри птици от семейство Носорогови птици (Bucerotidae).
Разпространени са в областта Судан и Североизточна Африка, от Мали и Кот д'Ивоар до Еритрея и Танзания. Достигат дължина от 42 сантиметра и имат характерен дълъг и масивен червен клюн. Хранят се с насекоми, плодове и семена, които събират по земята.